# Cantó de Morcens
El cantó de Morcens és un cantó francès del departament de les Landes, situat al districte de Mont de Marsan. Té 9 municipis i el cap és Morcens.

## Municipis
- Arangòssa
- Arjusan
- Garròssa
- L'Esperon
- Morcens
- Onessa e Laharí
- Ossa e Susan
- Sindèras
- Igòs e Sent Saturnin

## Història
| Data d'elecció                           | Identitat          | Partit | Qualitat |
| ---------------------------------------- | ------------------ | ------ | -------- |
| 1979-1982                                | Henri Scognamiglio | PS     |          |
| 1982-                                    | Jean-Claude Deyres | PS     |          |
| les dades anteriors no són pas conegudes |                    |        |          |
|                                          |                    |        |          |

## Demografia
| 1962  | 1968   | 1975   | 1982   | 1990  | 1999  | 2006  |
| ----- | ------ | ------ | ------ | ----- | ----- | ----- |
| 8.985 | 10.448 | 10.641 | 10.261 | 9.185 | 8.936 | 9.210 |